# Sibthorpieae
Sibthorpieae je tribus trpučevki čija su dva roda sa 6 vrsta raširena po Europi, Aziji i Americi. Opisan je 1846. godine.

## Rodovi
1. Sibthorpia L. (5 spp.)
2. Ellisiophyllum Maxim. (1 sp.)